# Joe Verdeur
Joseph Thomas "Joe" Verdeur (født 7. marts 1926 i Philadelphia, Pennsylvania, død 6. august 1991 i Bryn Mawr, Pennsylvania) var en amerikansk svømmer, som deltog i OL 1948 i London.

## Svømmekarriere
Verdeur satte flere verdensrekorder i brystsvømning i perioden 1946-1948 og vandt flere amerikanske amatørmesterskaber frem til først i 1950'erne på et tidspunkt, hvor butterfly-teknikken efterhånden helt havde vundet indpas i denne brystsvømningsdisciplin (inden den blev sin egen disciplin). Ved OL 1948 i London var han derfor storfavorit i 200 m brystsvømning, og han vandt da også sit indledende heat i ny olympisk rekordtid. Semifinalen gav ham også en sejr, og i finalen forbedrede han igen den olympiske rekord, nu til 2.39,2 minutter, og vandt dermed guld, mens sølvet gik til hans landsmand Keith Carter og bronzen til endnu en amerikaner, Bob Sohl.

## OL-medaljer
- 1948  London –  Guld i svømning, 200 meter bryst